# Duitsland op de Olympische Winterspelen 1928
Tijdens de Olympische Winterspelen van 1928, die in Sankt Moritz (Zwitserland) werden gehouden, nam Duitsland voor de eerste keer deel.

## Medailleoverzicht
| Sport     | Olympiër          | Discipline      | Medaille |
| --------- | ----------------- | --------------- | -------- |
| Bobsleeën | Team Duitsland II | 4/5-mansbob (m) | Brons    |

## Deelnemers en resultaten

### Bobsleeën
| Olympiër                                                                        | Discipline                   | Resultaat | Prestatie                |
| ------------------------------------------------------------------------------- | ---------------------------- | --------- | ------------------------ |
| Hans-Edgar Endres Paul Martin Rudolf Soenning Paul Volkhardt Karl Max Reinhardt | 4/5-mansbob (m) Duitsland I  | 18e       | 3.31,9 (1.48,0 / 1.43,9) |
| Hanns Kilian Valentin Krempl Hans Heß Sebastian Huber Hanns Nägle               | 4/5-mansbob (m) Duitsland II | Brons     | 3.21,9 (1.41,7 / 1.40,2) |

De reserves bij het bobsleeën, W. Duesdan, W. Meissner, A. Brehme, J. Andresen en H. Picker namen niet deel.

### Kunstrijden
| Olympiër                  | Discipline | Resultaat | Prestatie               |
| ------------------------- | ---------- | --------- | ----------------------- |
| Paul Franke               | mannen     | 12e       | pc. 76; 1326,00 punten  |
| Werner Rittberger         | mannen     | dnf       | opgave                  |
| Ellen Brockhöft           | vrouwen    | 9e        | pc. 67; 2003,00 punten  |
| Margit Bernhardt          | vrouwen    | 12e       | pc. 91; 1890,00 punten  |
| Else Flebbe               | vrouwen    | 15e       | pc. 103; 1833,50 punten |
| Elly Winter               | vrouwen    | 18e       | pc. 110; 1765,75 punten |
| Ilse Kishauer Ernst Gaste | paarrijden | 8e        | pc. 63; 75,75 punten    |

### Langlaufen
| Olympiër        | Discipline | Resultaat | Prestatie |
| --------------- | ---------- | --------- | --------- |
| Hans Bauer      | 18 km (m)  | 20e       | 1:57.03   |
| Hans Bauer      | 50 km (m)  | 12e       | 5:36.21   |
| Ludwig Böck     | 18 km (m)  | 14e       | 1:48.56   |
| Wilhelm Braun   | 18 km (m)  | 29e       | 2:03.52   |
| Fritz Pellkofer | 50 km (m)  | 16e       | 5:41.00   |
| Otto Wahl       | 18 km (m)  | 19e       | 1:55.00   |
| Otto Wahl       | 50 km (m)  | 10e       | 5:34.02   |

### Noordse combinatie
| Olympiër     | Discipline | Resultaat | Prestatie                                                          |
| ------------ | ---------- | --------- | ------------------------------------------------------------------ |
| Ludwig Böck  | mannen     | 7e        | 13,260 punten 18 km: 14,125 (1:48.56) schans: 12,395 (36,0+48,0 m) |
| Max Kröckel  | mannen     | 14e       | 11,968 punten 18 km: 8,123 (2:00.59) schans: 15,812 (53,5+51,5m)   |
| Walter Glaß  | mannen     | 15e       | 11,927 punten 18 km: 8,750 (1:59.43) schans: 15,104 (45,0+55,0m)   |
| Gustl Müller | mannen     | 21e       | 10,114 punten 18 km: 12,250 (1:52.43) schans: 7,978 (41,5+60,5m)   |
| Karl Neuner  | mannen     | dnf       | opgave                                                             |

### Schaatsen
| Olympiër         | Discipline | Resultaat | Prestatie |
| ---------------- | ---------- | --------- | --------- |
| Fritz Jungblut   | 500 m (m)  | 20e       | 47,2      |
| Fritz Jungblut   | 1500 m (m) | 11e       | 2.28,2    |
| Fritz Jungblut   | 5000 m (m) | 16e       | 9.26,7    |
| Erhard Mayke     | 500 m (m)  | 24e       | 49,1      |
| Erhard Mayke     | 5000 m (m) | dnf       | opgave    |
| Arthur Vollstedt | 1500 m (m) | 23e       | 2.39,9    |
| Arthur Vollstedt | 5000 m (m) | 28e       | 9.58,5    |

### Schansspringen
| Olympiër          | Discipline | Resultaat | Prestatie                   |
| ----------------- | ---------- | --------- | --------------------------- |
| Martin Neuner     | mannen     | 9e        | 16,291 punten (50,0+57,0 m) |
| Erich Recknagel   | mannen     | 11e       | 16,020 punten (48,5+62,0 m) |
| Franz Thannheimer | mannen     | 17e       | 15,333 punten (46,5+53,5 m) |
| Alois Kratzer     | mannen     | 19e       | 14,853 punten (49,5+54,0 m) |

### IJshockey
| Olympiër | Discipline    | Resultaat | Prestatie                                                          |
| --- | ------------- | --------- | ------------------------------------------------------------------ |
| Hans Schmid Walter Sachs Franz Kreisel Gustav Jaenecke Erich Römer Martin Schröttle Fritz Rammelmayr Marquardt Slevogt Alfred Steinke Matthias Leis Wolfgang Kittel | ijshockey (m) | 8e        | groepsfase: 0-0 Duitsland - Oostenrijk 0-1 Duitsland - Zwitserland |

Argentinië · België · Canada · Duitsland · Estland · Finland · Frankrijk · Groot-Brittannië · Hongarije · Italië · Japan · Joegoslavië · Letland · Litouwen · Luxemburg · Mexico · Nederland · Noorwegen · Oostenrijk · Polen · Roemenië · Tsjecho-Slowakije · Verenigde Staten · Zweden · Zwitserland